# Huambisa
Le huambisa ou wampis est une langue jivaro parlée par les Huambisa (en) en Amazonie péruvienne, dans les régions d'Amazonas et de Loreto.